# Григорьевка (Советский район)
Григорьевка (также Григоровка; укр. Григорівка, крымскотат. Grigoryevka, Григорьевка) — исчезнувшее село в Советском районе Республики Крым (согласно административно-территориальному делению Украины — Автономной Республики Крым). Располагалось на западе района, примерно в 1,5 км к востоку от современного села Приречное Нижнегорского района.

## История
Первое документальное упоминание села встречается в Списке населённых пунктов Крымской АССР по Всесоюзной переписи 17 декабря 1926 года, согласно которому в селе Григорьевка Саурчинского сельсовета Феодосийского района, числилось 19 дворов, все крестьянские, население составляло 92 человека, все русские. Постановлением ВЦИК «О реорганизации сети районов Крымской АССР» от 30 октября 1930 года Феодосийский район был упразднён и был создан Сейтлерский район (по другим сведениям 15 сентября 1931 года), в который включили селение, а, с образованием в 1935 году Ичкинского — в состав нового района..
После освобождения Крыма от фашистов, 12 августа 1944 года было принято постановление № ГОКО-6372с «О переселении колхозников в районы Крыма» и в сентябре 1944 года в район приехали первые новоселы (180 семей) из Тамбовской области, а в начале 1950-х годов последовала вторая волна переселенцев. С 1954 года областями наиболее массового набора населения стали различные области Украины. С 25 июня 1946 года селение в составе Крымской области РСФСР. Указом Президиума Верховного Совета РСФСР от 18 мая 1948 года Карловку переименовали в Люблино. 26 апреля 1954 года Крымская область была передана из состава РСФСР в состав УССР. Ликвидировано до 1960 года, поскольку в «Справочнике административно-территориального деления Крымской области на 15 июня 1960 года» селение уже не значилось (согласно справочнику «Крымская область. Административно-территориальное деление на 1 января 1968 года» — в период с 1954 по 1968 год как посёлок Чапаевского сельсовета).